# Ткібульський муніципалітет
Ткібульський муніципалітет (груз. ტყიბულის მუნიციპალიტეტი kharagaulis municipaliteti) — муніципалітет у Грузії, що входить до складу краю Імеретія. Центр — Ткібулі.

## Населення
Станом на 1 січня 2014 чисельність населення муніципалітету склала 20 839 мешканців.
Більшість населення складають Імеретини, одна з етнографічних груп грузин.
| Грузини | Росіяни | Українці |
| 99,07 % | 0,43 %  | 0,19%    |